# مخا
مُخا (به عربی: المخا) یا موکا یکی از شهرهای استان تعز در کشور یمن است.
مخا بندری در کرانه دریای سرخ است. تا سده ۱۹ میلادی، مخا بندر اصلی صنعاء بود و بعد از آن عَدَن و حُدَیده این نقش را به عهده گرفتند.
در سرشماری سال ۲۰۰۵ میلادی، ۱۴٬۵۶۲ نفر جمعیت داشته‌است.
این بندر در جنوب جمهوری یمن قرار دارد و قبل از اتحاد دو کشور یمن جنوبی و یمن شمالی (در سال ۱۹۹۰ میلادی)، در محدوده کشور یمن شمالی قرار می‌گرفت.
موخا از شهرهایی است که در مسیر سفر دریایی ایرانیان (از بنادر جنوبی ایران به سمت جده، مکه و مدینه) قرار داشته و در سفرنامه‌های متعددی از جمله سفرنامه حاج ایاز خان قشقایی از آن یاد شده‌است.
بندر موخا در سده‌های ۱۵ تا ۱۷ میلادی بازار اصلی فروش قهوه در جهان بود و نام «قهوه موکا» نیز از نام همین شهر گرفته شده‌است.